# Earl W. Wallace
Pour les articles homonymes, voir Wallace.
Earl W. Wallace, né le 23 octobre 1942 et mort le 12 mai 2018, est un scénariste américain, connu notamment pour avoir coécrit le scénario de Witness, ce qui lui a valu un Oscar en 1986.

## Filmographie

### Cinéma
- 1985 : Witness de Peter Weir
- 1997 : Le Chant de Hiawatha de Jeffrey Shore

### Télévision
- 1974-1975 Gunsmoke (7 épisodes)
- 1975 : The Blue Knight
- 1976 : Sur la piste des Cheyennes (1 épisode)
- 1976 : Baretta (1 épisode)
- 1976 : Bronk (1 épisode)
- 1977 : La Malédiction de la veuve noire (téléfilm)
- 1977 : Voyage dans l'inconnu (1 épisode)
- 1977-1979 : La Conquête de l'Ouest (15 épisodes)
- 1978 : Wild and Wooly (téléfilm)
- 1979 : Supertrain (1 épisode)
- 1979 : La Dernière Chevauchée des Dalton (The Last Ride of the Dalton Gang) (téléfilm)
- 1981 : Des filles canon (téléfilm)
- 1982 : The Wild Women of Chastity Gulch (téléfilm)
- 1982 : Seven Brides for Seven Brothers
- 1983-1984 : For Love and Honor (4 épisodes)
- 1988-1989 : Les Orages de la guerre (12 épisodes)
- 1989 : Gideon Oliver (1 épisode)
- 1990 : Gunsmoke: The Last Apache (téléfilm)
- 1992 : Relation dangereuse (téléfilm)
- 1992 : Gunsmoke: To the Last Man (téléfilm)
- 1993 : La chaîne brisée (téléfilm)
- 1996 : If These Walls Could Talk (téléfilm)
- 1997 : Borrowed Hearts (téléfilm)
- 1997 : Rose Hill (téléfilm)

## Distinctions

### Récompenses
- Oscars du cinéma 1986 : Oscar du meilleur scénario original pour le scénario de Witness, conjointement avec William Kelley et Pamela Wallace
- Writers Guild of America Awards 1986 : meilleur scénario original, conjointement avec William Kelley

### Nominations
- Golden Globes 1986 : Golden Globe du meilleur scénario
- BAFTA 1986 : BAFA du meilleur scénario original